# Гасдрубал Барка
Гасдрубал Барка (фінік. 𐤏𐤆𐤓‬𐤁‬𐤏𐤋), (240 — 207 роки до н. е.) — син Гамількара Барки, молодший брат Ганнібала, карфагенський полководець і державний діяч періоду Другої Пунічної війни.

## Друга Пунічна війна
Після початку Другої Пунічної війни (218—201 роки до н. е.), коли Ганнібал вторгся до Італії, залишився командувати карфагенськими силами (13 000 піхоти, 2 550 кавалерії і 21 слон, а також флот з 5 трирем і 50 квінквірем, з яких тільки 32 були укомплектовані екіпажами) в Іспанії, де протягом шести років стримував римські війська під командуванням Гнея і Публія Корнелія Сципіона. Хоча Гасдрубал і був захоплений зненацька походом Гнея Сципіона в 218 році до н. е., який не дозволив йому поєднатись з Ганноном, командувачем карфагенською силами на північ від річки Ебро, він зумів силами мобільних підрозділів завдати серйозної шкоди римлянам.
У 217 до н. е. виступив у самостійний похід проти римських військ на північ, але був змушений відступити без бою, отримавши звістку про розгром карфагенського флоту на річці Ебро. Одержав ряд перемог над римлянами. Придушивши хвилювання кельтіберських племен у 216 до н. е., зробив спробу ще одного походу в Італію на допомогу братові, проте був зупинений при Дертосі навесні 215 до н. е. У 212 році до н. е. був відправлений до Африки на придушення повстання нумідійців на чолі з Сіфаксом проти карфагенського панування. Повернувся до Іспанії вже з новим нумідійським царем Масиніссою та 3000 нумідійськими вершникам.
У 209 році до н. е. Сципіон Африканський зайняв Новий Карфаген, після чого завдав удар по військах Гасдрубала в битві під Бекулою. Хоча карфагеняни і зазнали поразки, але Гасдрубал зумів вивести з бою неушкодженими більше 2/3 власної армії і, перейшовши Піренеї, безперешкодно відступив з Іспанії у Галлію, попередньо підкупивши місцеві галльські племена. У 207 до н. е. Гасдрубал очолив війська, що йшли на допомогу Ганнібалу. Перетнув Альпи і вступив на територію Італії, однак не зміг з'єднатися з братом через прихід римських легіонів. У великій битві на річці Метаврі в північній Італії він зіткнувся з двома арміями римлян під командуванням консулів Марка Лівія Салінатора і Гая Клавдія Нерона. Під час бою Гасдрубал був убитий, голова його відтята й відправлена до табору Ганнібала. Така поведінка римлян різко контрастувало з шанобливим ставленням до тіл убитих консулів з боку Ганнібала.